# Hygrotus versicolor
Hygrotus versicolor là một loài bọ cánh cứng trong họ Bọ nước. Loài này được Schaller miêu tả khoa học năm 1783.

## Hình ảnh

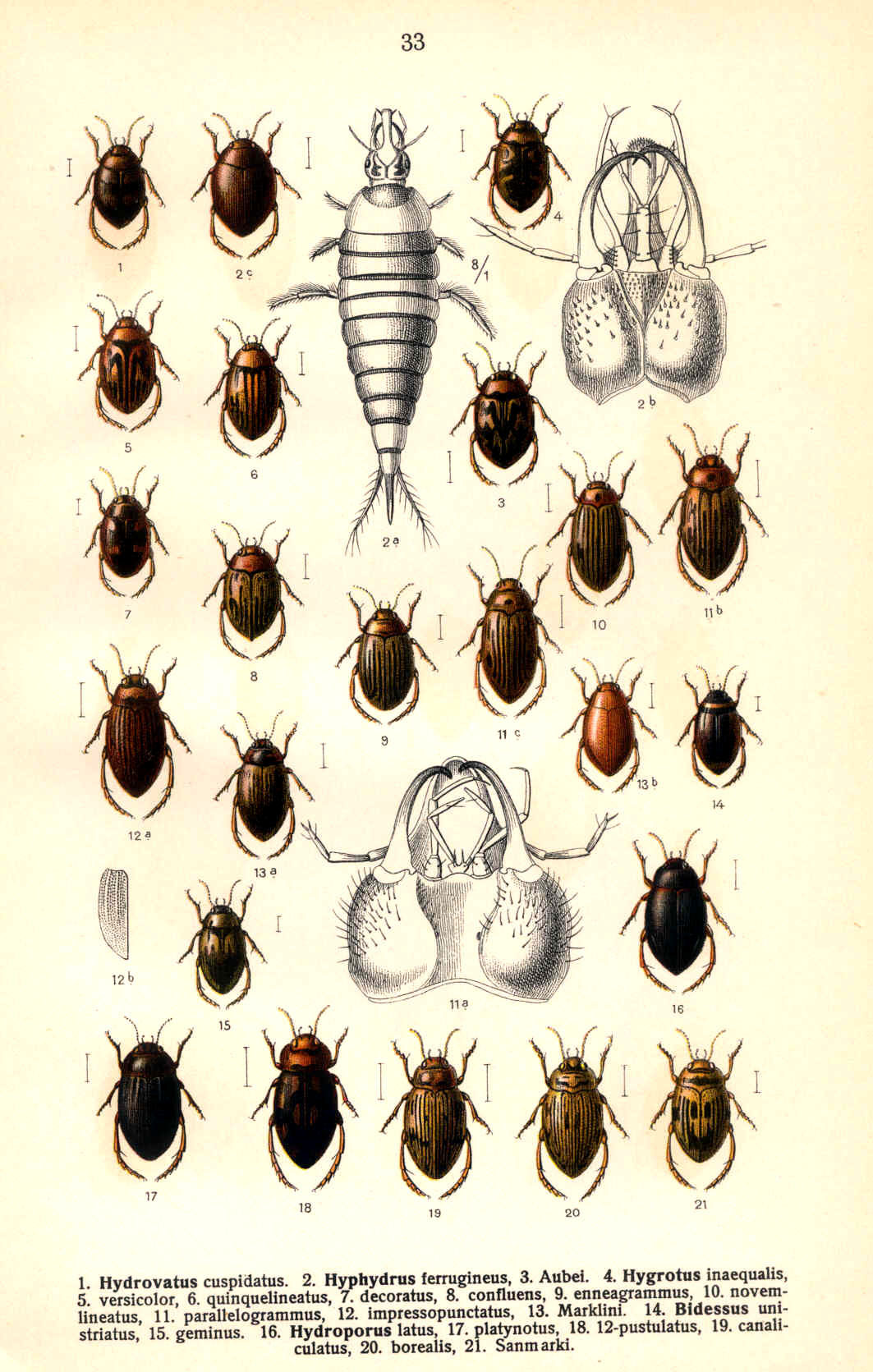